# Mark Pennington
Mark Pennington es un historietista estadounidense, conocido por su trabajo para DC Comics y Marvel, principalmente como entintador.

## Carrera
Mark Pennington se graduó en la Joe Kubert School of Cartoon and Graphic Art en 1985. Empezó su carrera haciendo diseño para los juguetes de G.I. Joe y Transformers, de Hasbro y Mattel. En 1988, se convirtió en entintador profesional de cómics, empezando en Judge Dredd y Blaine. Desde entonces, ha trabajado para Marvel, DC, Image, Now Comics, Adventure Comics y CrossGen. Ha entintado títulos como Eclipso, X-Men, Violator, Angela, Muerte: Lo mejor de tu vida, Batman: Legends of the Dark Knight, Backlash, The Tenth, Spider-Man, Los Cuatro Fantásticos, Noche de miedo y Shade.
Además de entintar, ha dibujado Phantasy Against Hunger (Tiger Comics, 1987), X-Force (1991), Babes of Broadway (1996), The Path (2002) y Angel: Spotlight (2006). También pinta cartas coleccionables y guías para juegos de rol, como Legend of the Five Rings, Hackmasters y Third World.